# Robert Julien
Robert „Bobby“ Julien (* 24. Oktober 1967 in Toronto) ist ein ehemaliger kanadischer Autorennfahrer.

## Karriere als Rennfahrer
Robert Julien war in den 2000er-Jahren im nordamerikanischen Sportwagensport aktiv. Er fuhr in der American Le Mans-  und Grand-Am Sports Car Series. 2001 erreichte er den dritten Endrang in der Prototypen-Klasse2 der Grand Am Serie.
2005 bestritt er sowohl das 12-Stunden-Rennen von Sebring als auch das 24-Stunden-Rennen von Le Mans. In Sebring wurde der von Binnie Motorsports eingesetzte Lola B05/42 wegen einer sich auflösenden Fahrzeugverkleidung von der Rennleitung schon nach 11 gefahrenen Runden aus dem Rennen genommen. In Le Mans fiel der von Welter Racing eingesetzte WR LMP04 wegen eines Defekts vorzeitig aus.

## Statistik

### Le-Mans-Ergebnisse
| Jahr | Team          | Fahrzeug | Teamkollege    | Teamkollege         | Platzierung | Ausfallgrund |
| ---- | ------------- | -------- | -------------- | ------------------- | ----------- | ------------ |
| 2005 | Gérard Welter | WR LMP04 | Sylvain Boulay | Jean-Bernard Bouvet | Ausfall     | Defekt       |

### Sebring-Ergebnisse
| Jahr | Team               | Fahrzeug    | Teamkollege    | Teamkollege | Platzierung | Ausfallgrund            |
| ---- | ------------------ | ----------- | -------------- | ----------- | ----------- | ----------------------- |
| 2005 | Binnie Motorsports | Lola B05/42 | William Binnie | Adam Sharpe | Ausfall     | aus dem Rennen genommen |